# State postsovietice

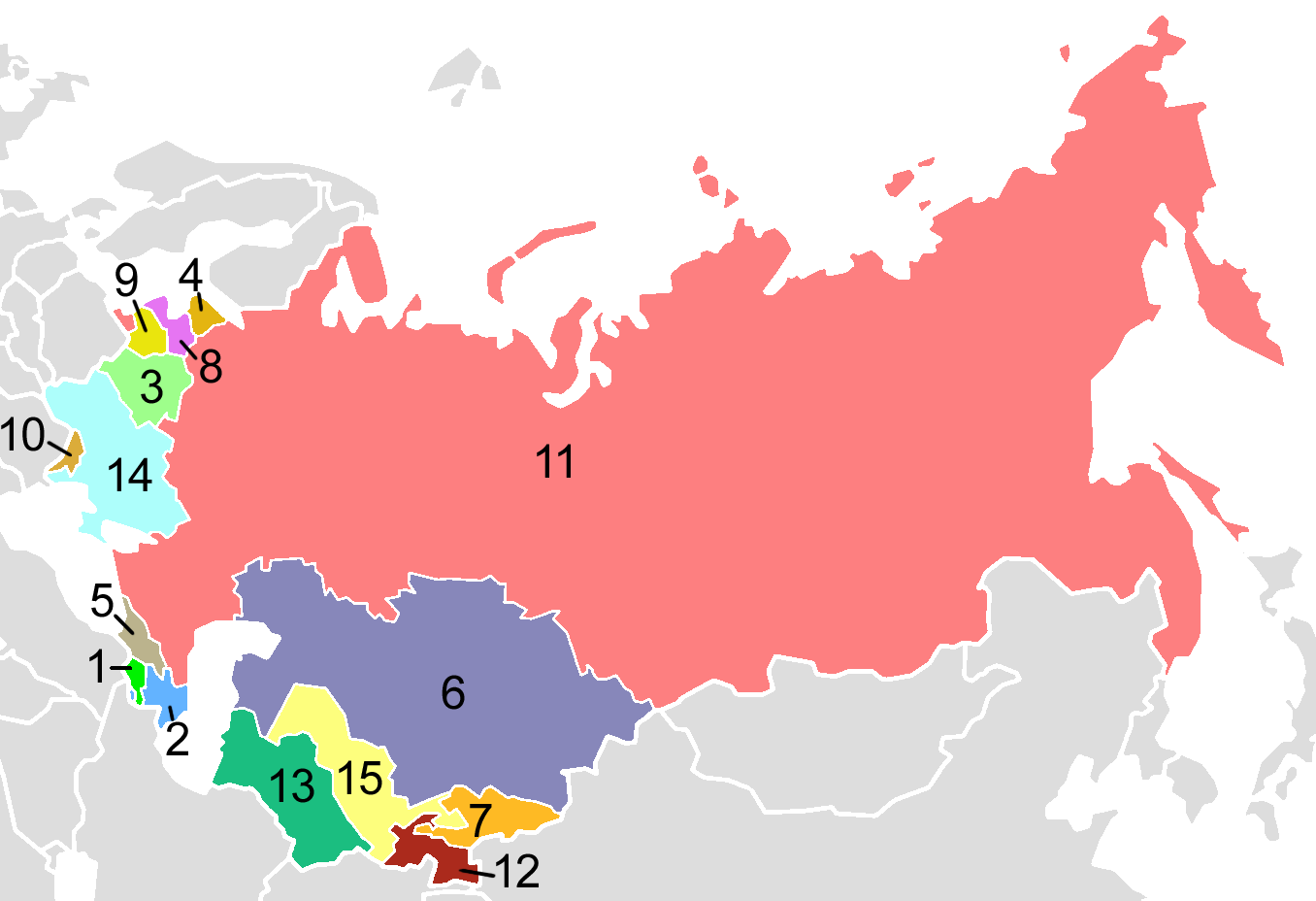
1. Armenia; 2. Azerbaidjan; 3. Belarus; 4. Estonia; 5. Georgia; 6. Kazahstan; 7. Kîrgîzstan; 8. Letonia; 9. Lituania; 10. Republica Moldova; 11. Rusia; 12. Tadjikistan; 13. Turkmenistan; 14. Ucraina; 15. Uzbekistan

Statele postsovietice (mai comun cunoscute și ca formatoarele Uniunii Sovietice-FSU) sunt 15 state independente care s-au despărțit de Uniunea Republicilor Sovietice Socialiste (URSS) în luna decembrie a anului 1991. 
În limbajul politic al Rusiei și al altor state postsovietice, vecinătatea apropiată se referă la noile republici independente (altele decât Rusia însuși) care au apărut după dizolvarea Uniunii Sovietice. Vecinătatea apropiată a devenit mai frecvent folosită în limba engleză, de obicei pentru a afirma dreptul Rusiei de a avea o influență majoră în regiune. Președintele rus Vladimir Putin a declarat "regiunea de influență" a Rusiei și strategică vitală pentru Rusia. Conceptul a fost comparat cu Doctrina Monroe.

## Statele și regiunile geografice
Cele 15 state postsovietice sunt grupate tipic în cinci regiuni geografice. Fiecare dintre acestea se remarcă prin trăsături proprii, datorate nu neapărat de factorii geografici și culturali, ci, mai degrabă, după interesul istoric în relație cu Rusia. 
Statele, împărțire pe regiuni, sunt următoarele:
| State Baltice - Estonia - Letonia - Lituania | Europa de est - Belarus - Republica Moldova - Ucraina | Caucazul de sud - Armenia - Azerbaidjan - Georgia |

| Asia Centrală - Kazahstan - Kârgâzstan - Tadjikistan - Turkmenistan - Uzbekistan | Rusia - Rusia |

## Liderii

### Șefii de stat

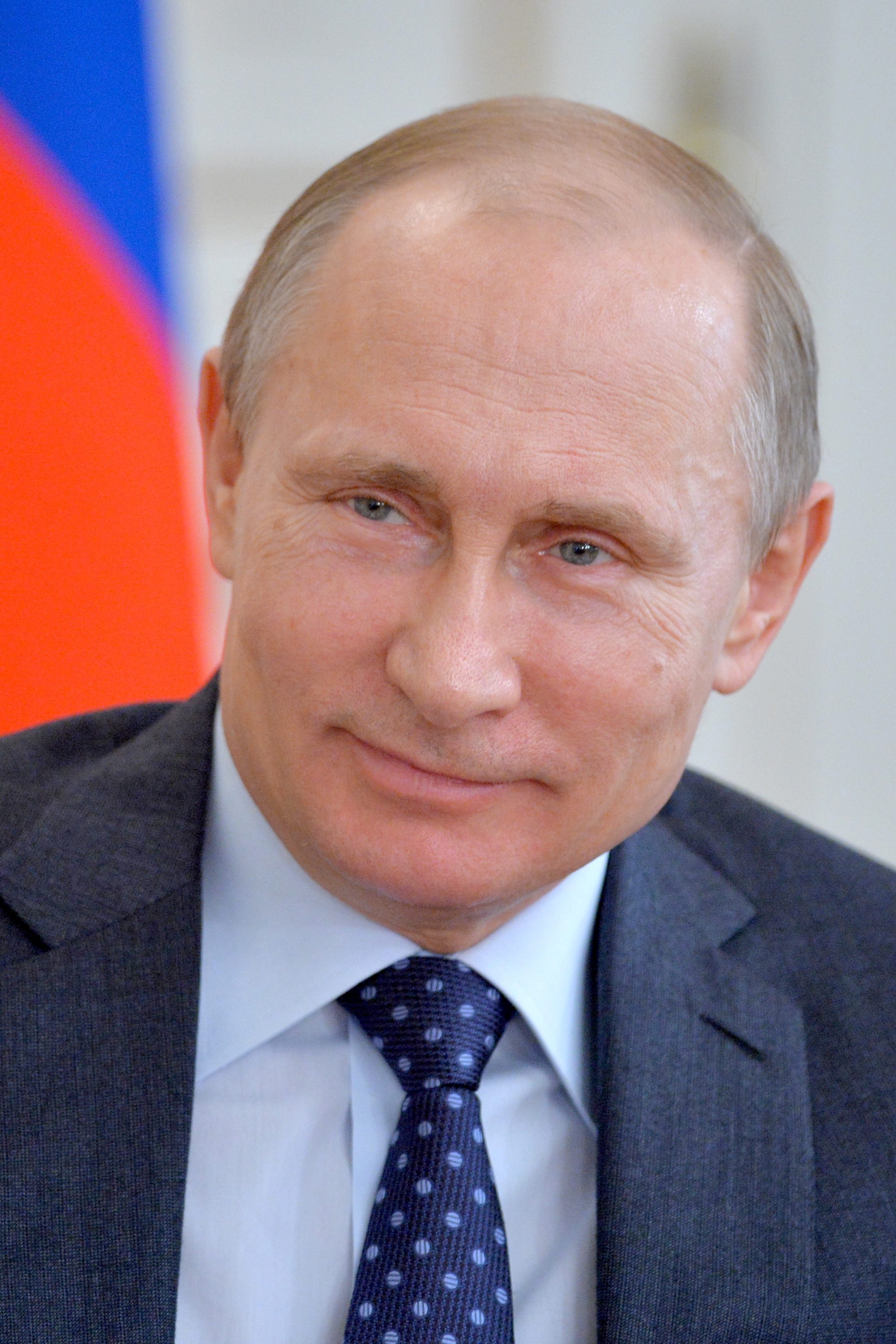
Rusia Vladimir Putin Președinte al Rusiei
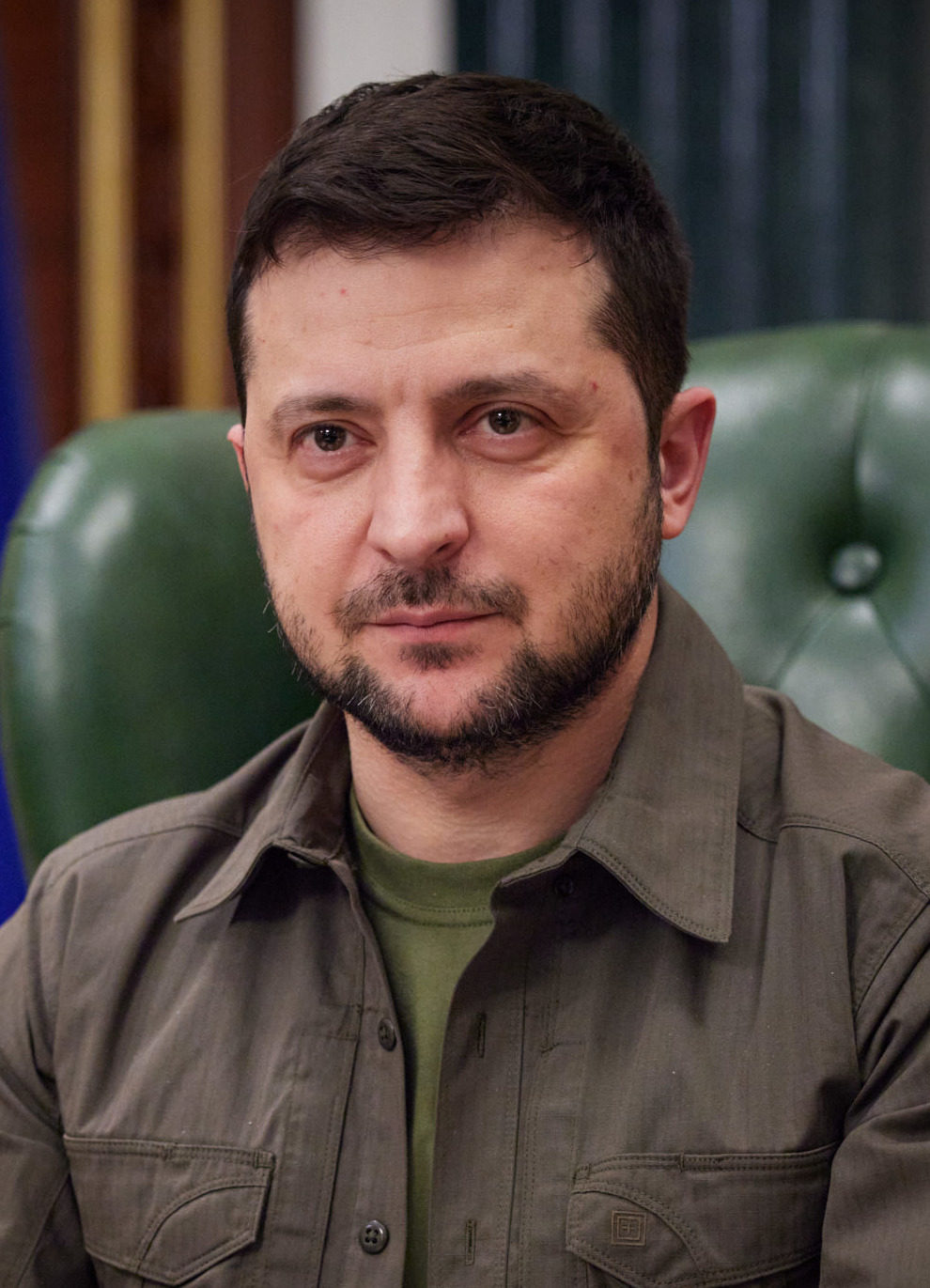
Ucraina
Volodîmîr Zelenski
președinte al Ucrainei
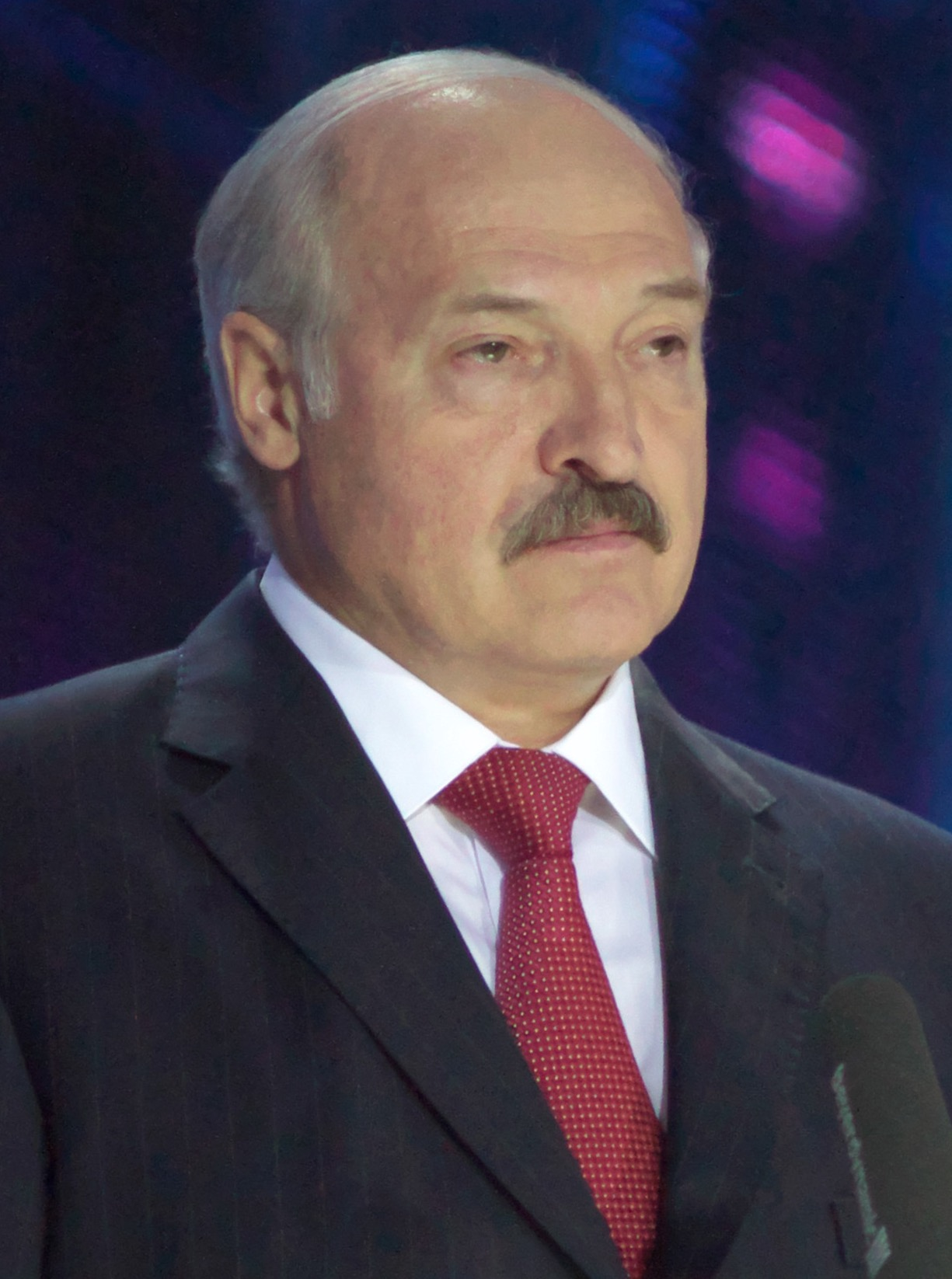
Belarus Aleksandr Lukașenko Președinte al Belarusului
Uzbekistan Shavkat Mirziyoyev Președinte al Uzbekistanului
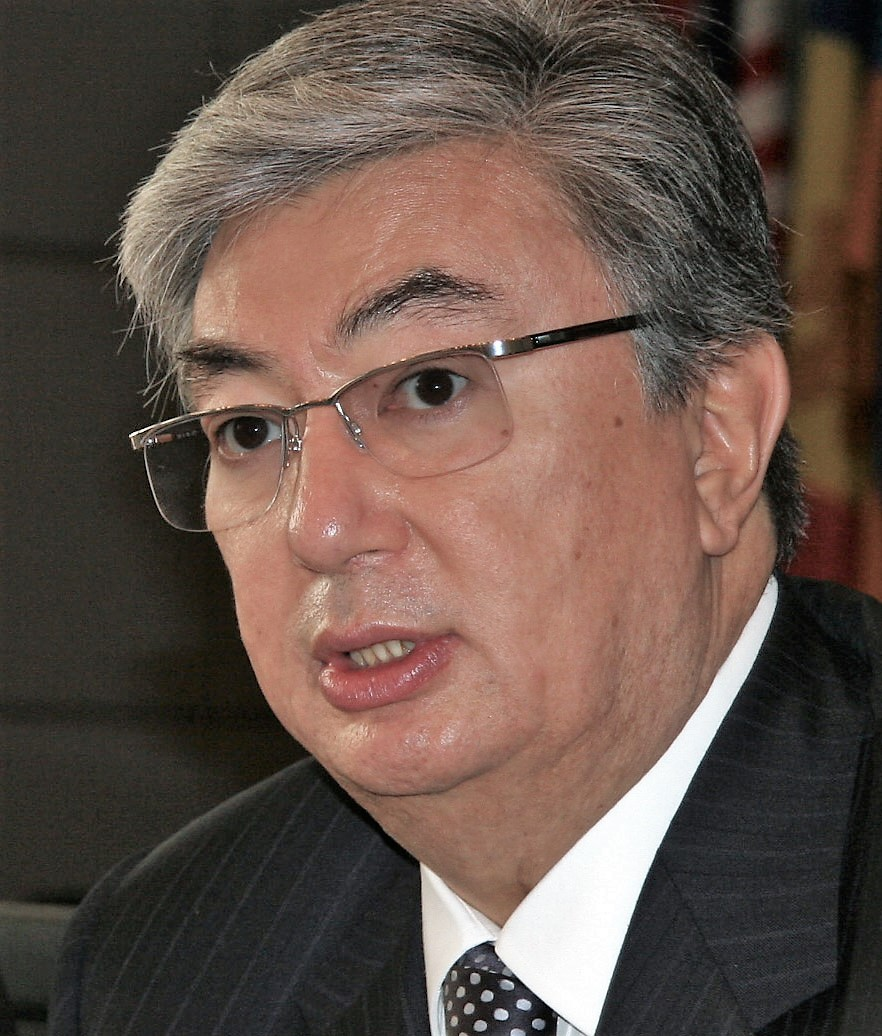
Kazahstan Kassym-Jomart Tokayev Președinte al Kazahstanului
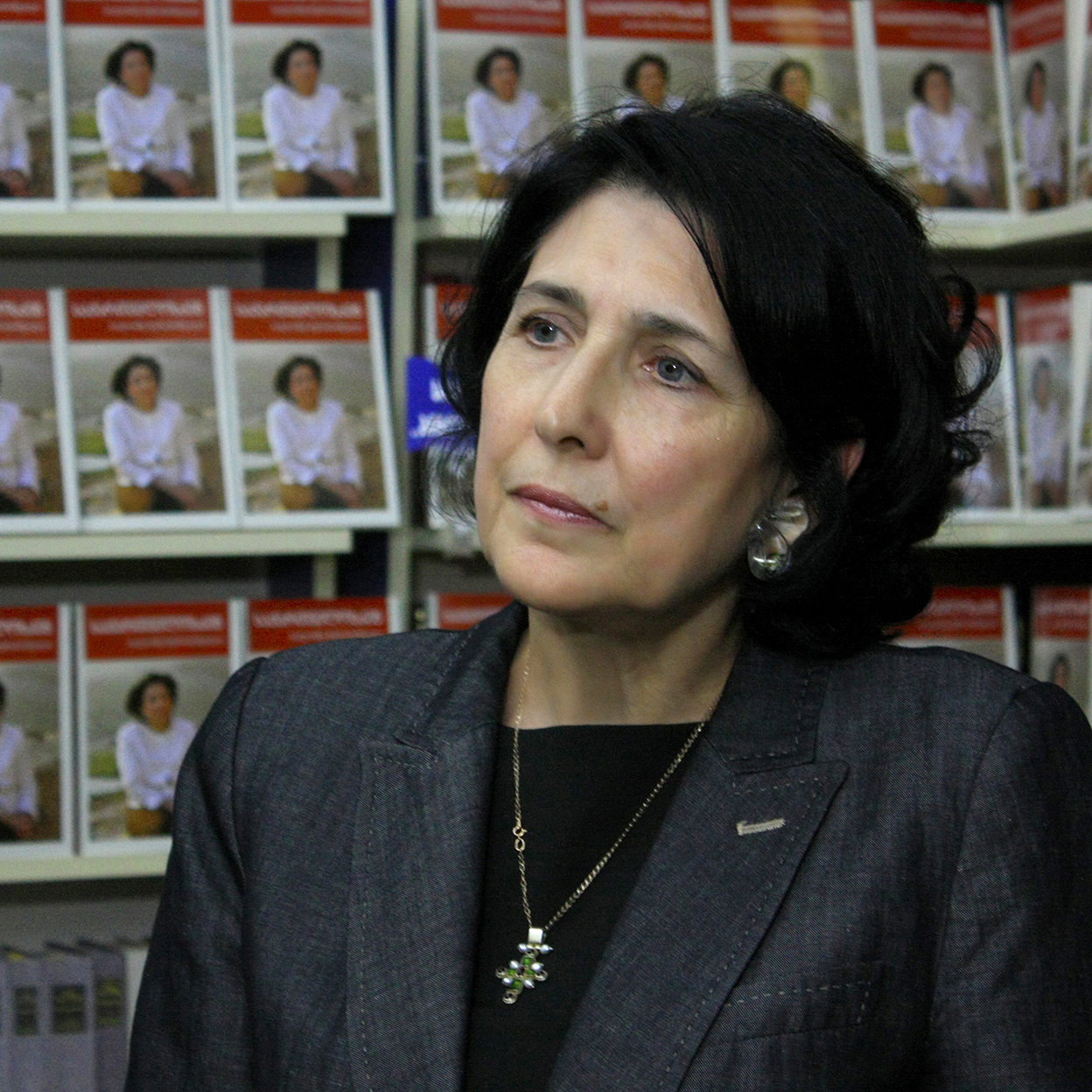
Georgia Salome Zurabișvili Președinte al Georgiei
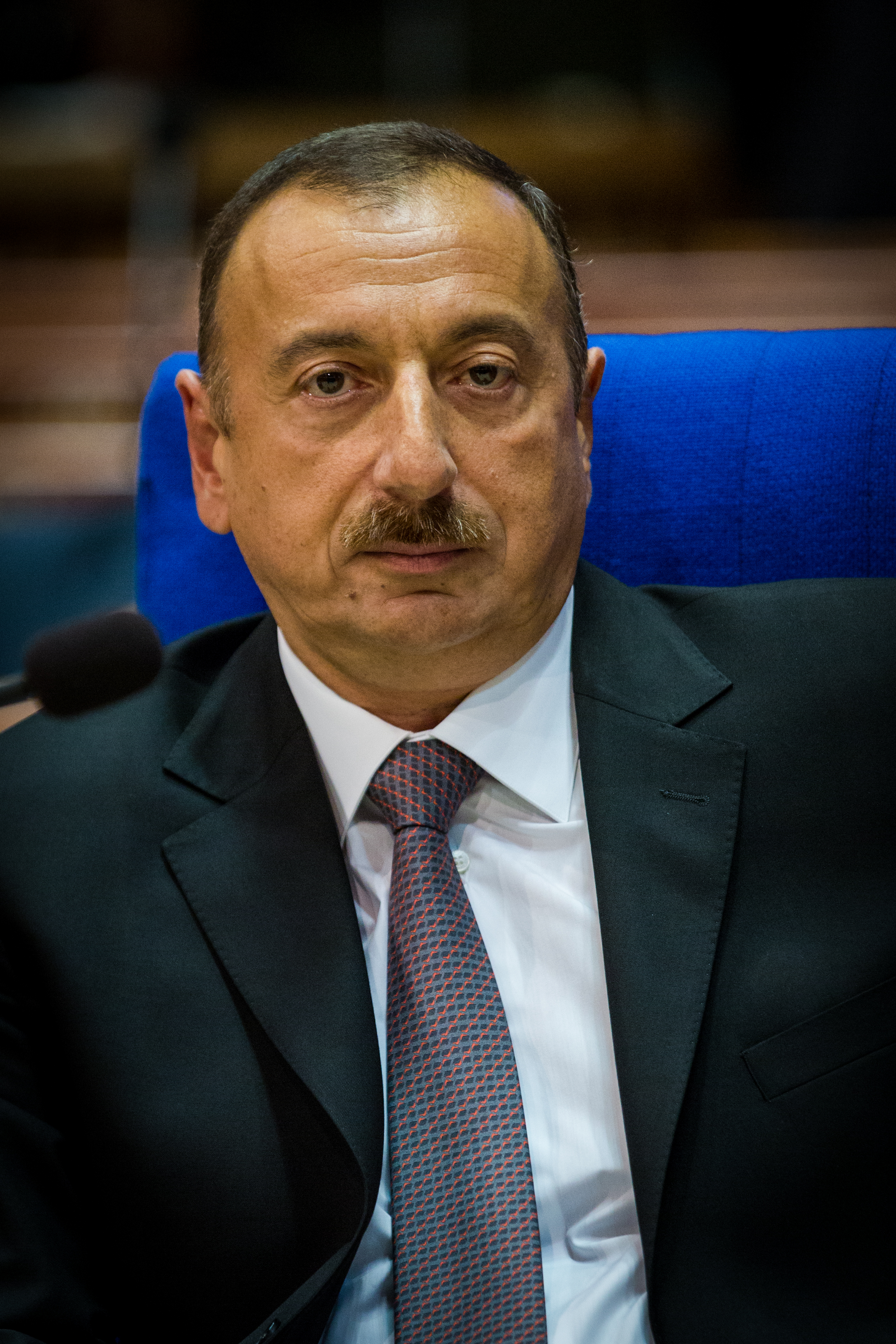
Azerbaidjan Ilham Aliyev Președinte al Azerbaidjanului
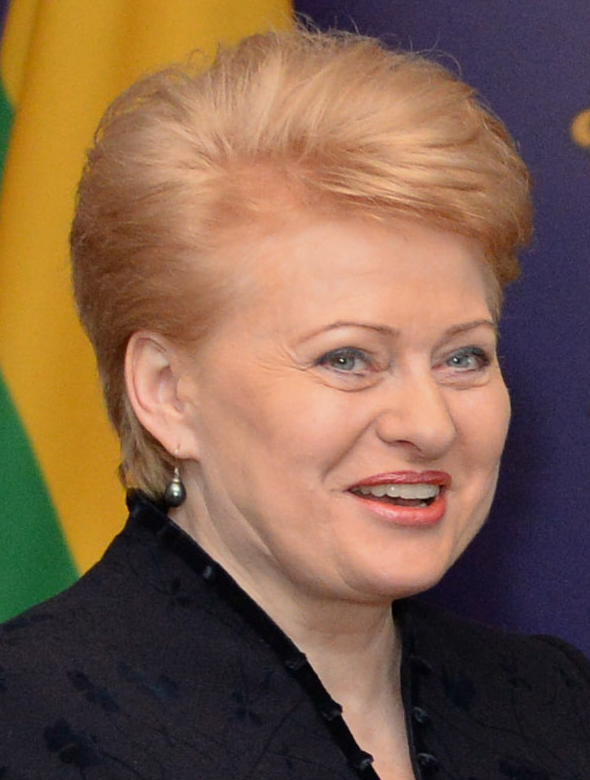
Lituania Dalia Grybauskaitė Președinte al Lituaniei
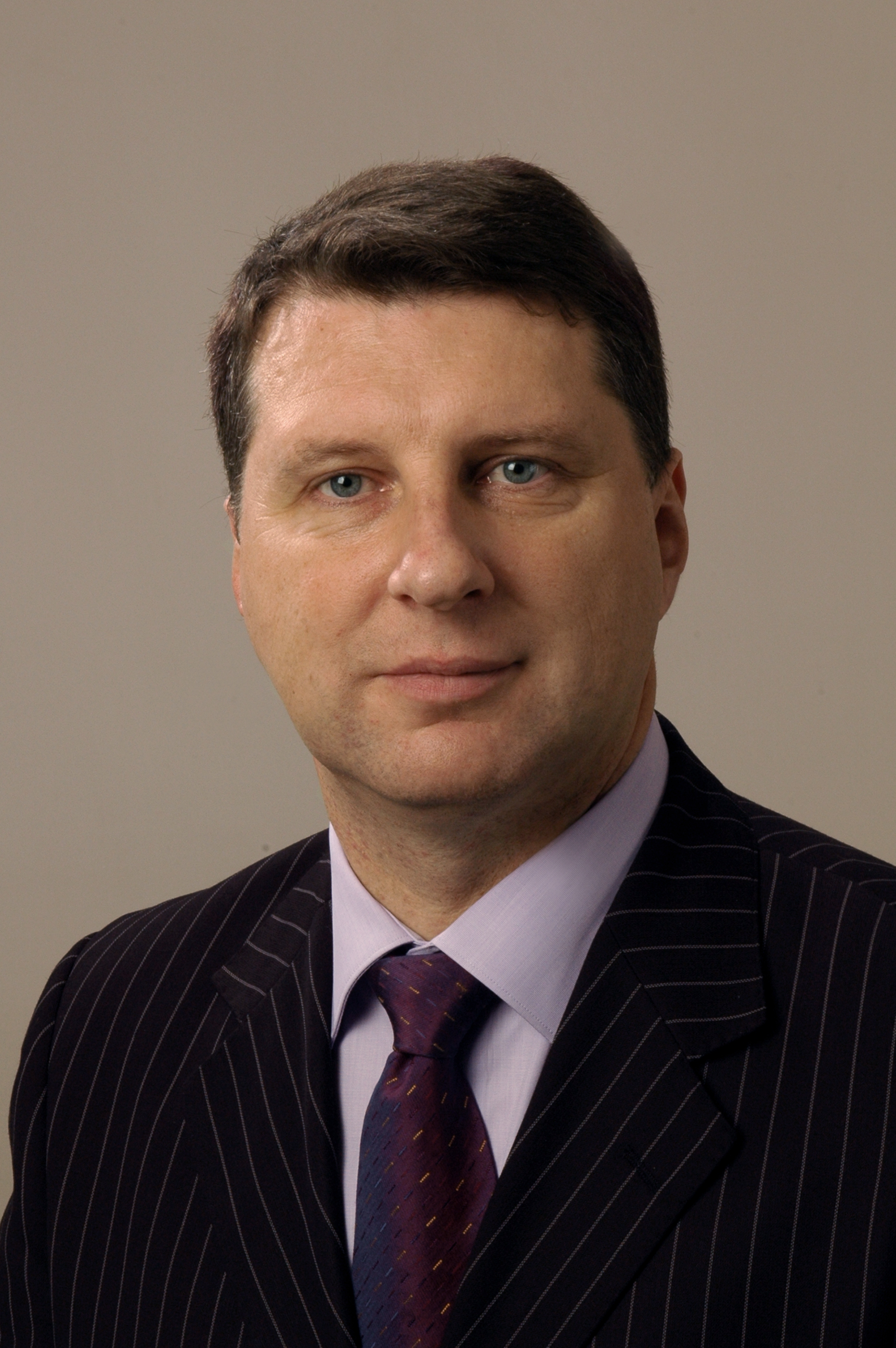
Letonia Raimonds Vējonis Președinte al Letoniei
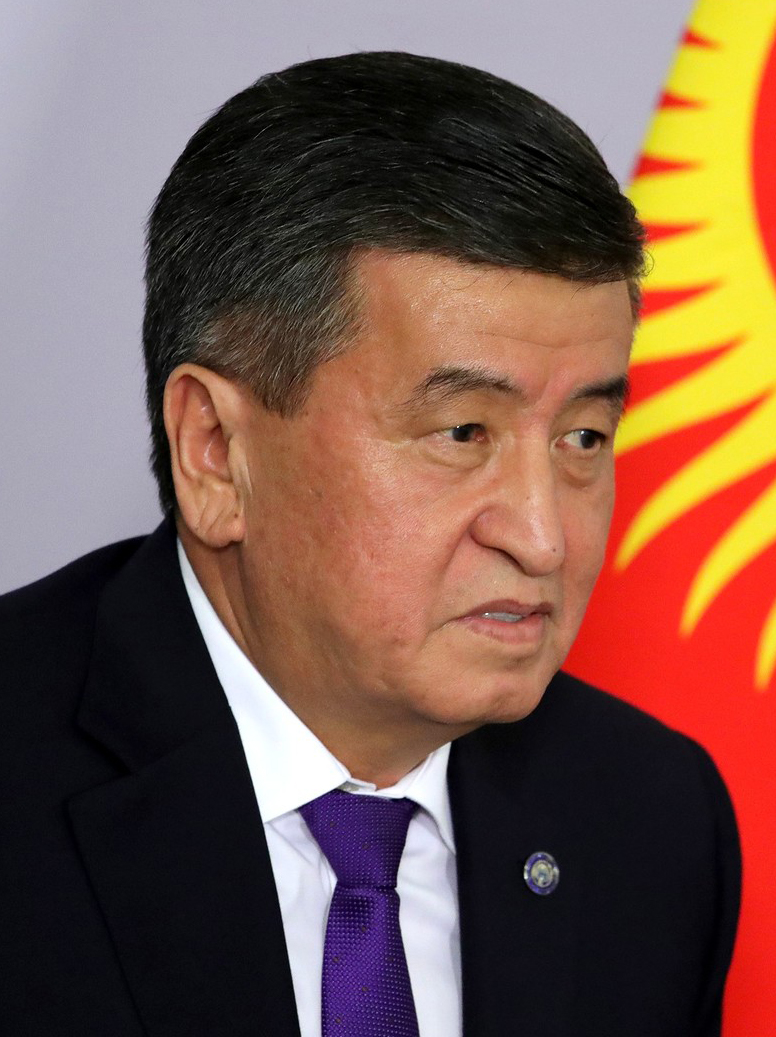
Kârgâzstan Sooronbai Jeenbekov Președinte al Kârgâzstanului
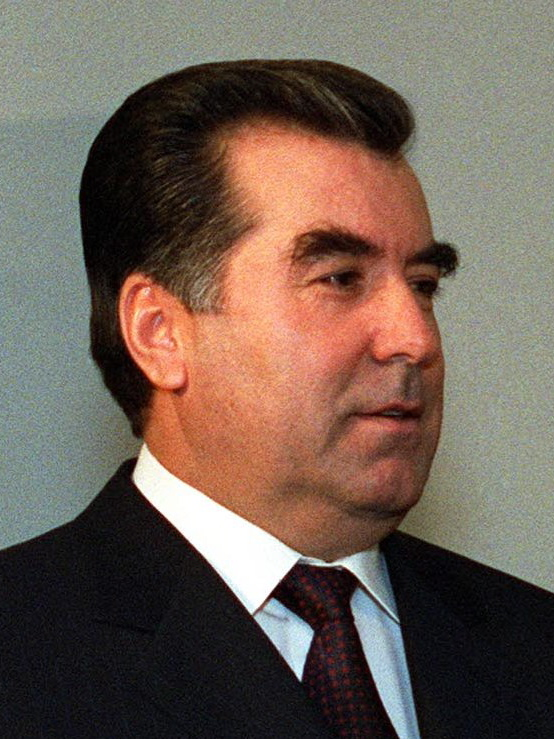
Tadjikistan Emomali Rahmon Președinte al Tadjikistanului
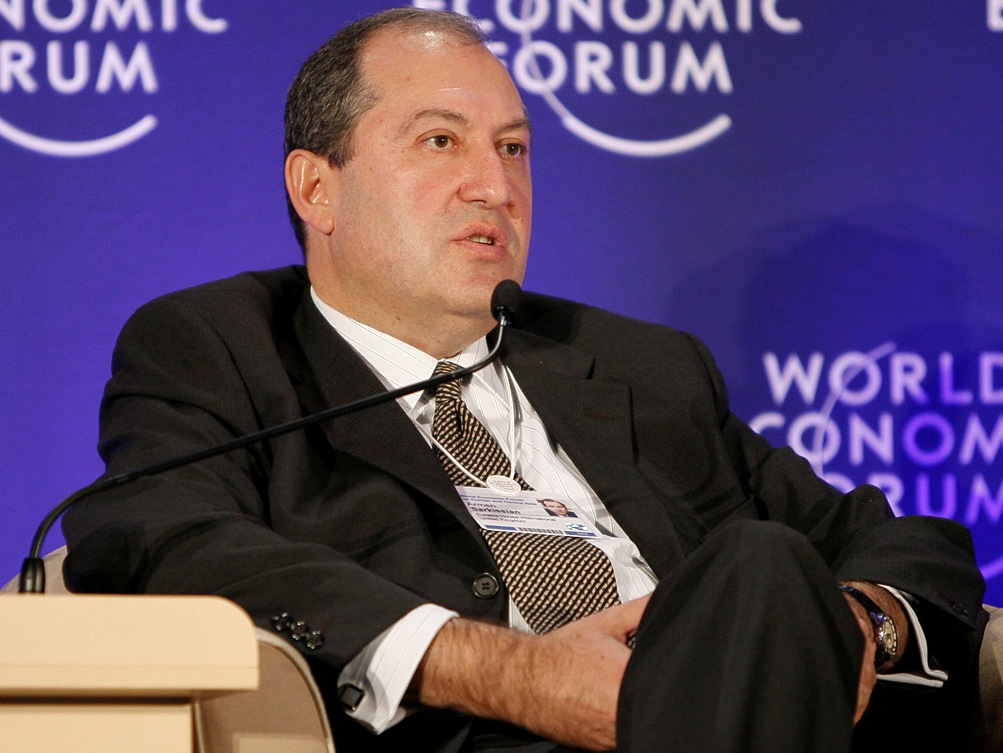
Armenia Armen Sarkissian Președinte al Armeniei
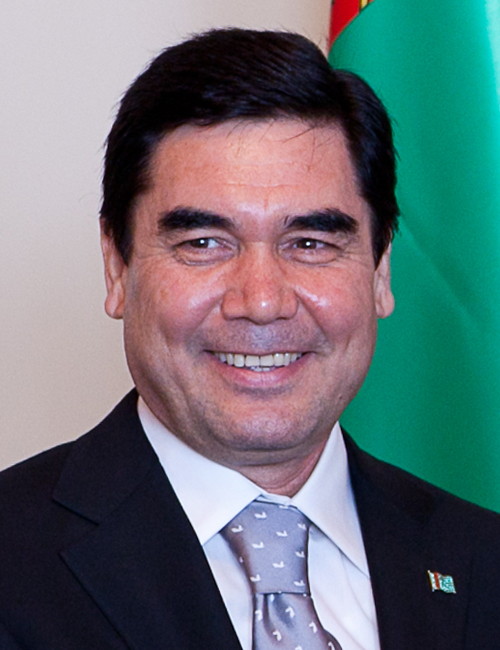
Turkmenistan Gurbangulî Berdîmuhamedov Președinte al Turkmenistanului
Estonia Kersti Kaljulaid Președinte al Estoniei

### Șefii de guvern

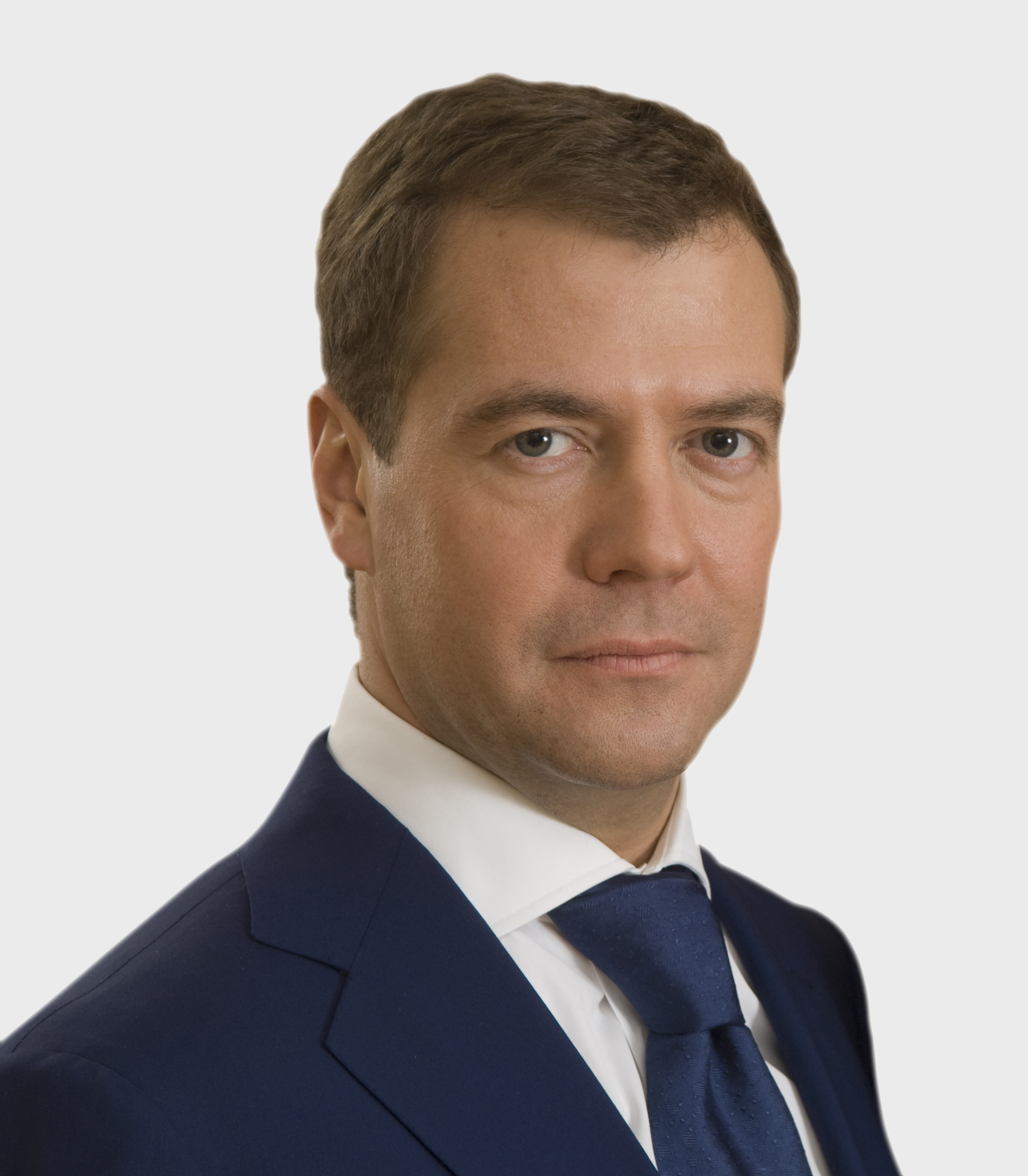
Rusia Dmitri Medvedev Prim-ministru al Federației Ruse
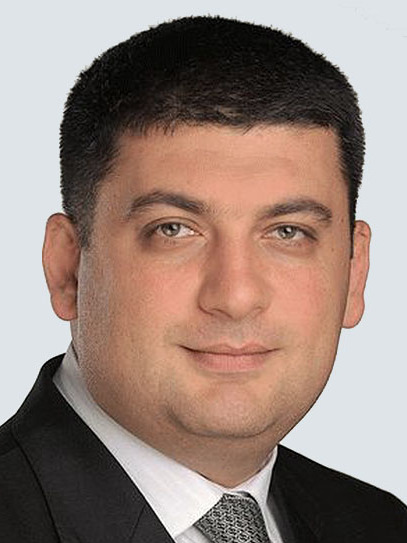
Ucraina Volodimir Groisman Prim-ministru al Ucrainei
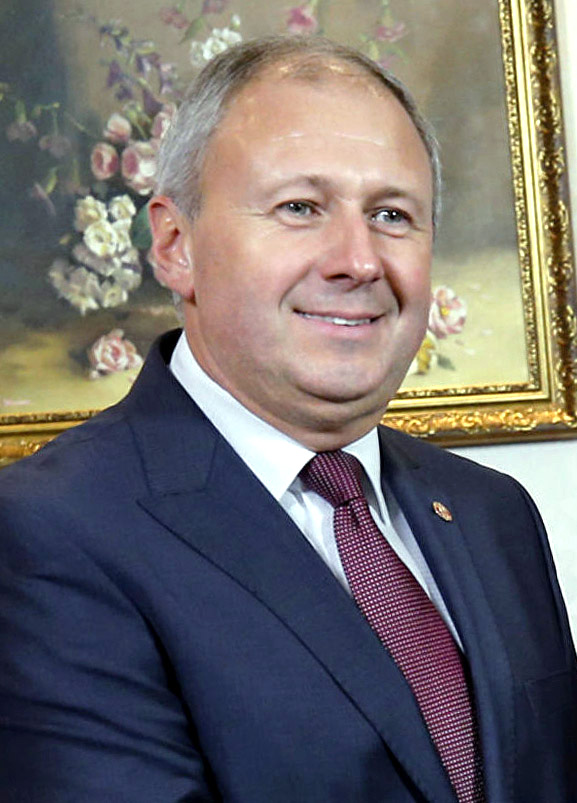
Belarus Siarhei Rumas Prim-ministru al Belarusului
Uzbekistan Abdulla Aripov Prim-ministru Uzbekistanului
Kazahstan Askar Mamin Prim-ministru Kazahstanului
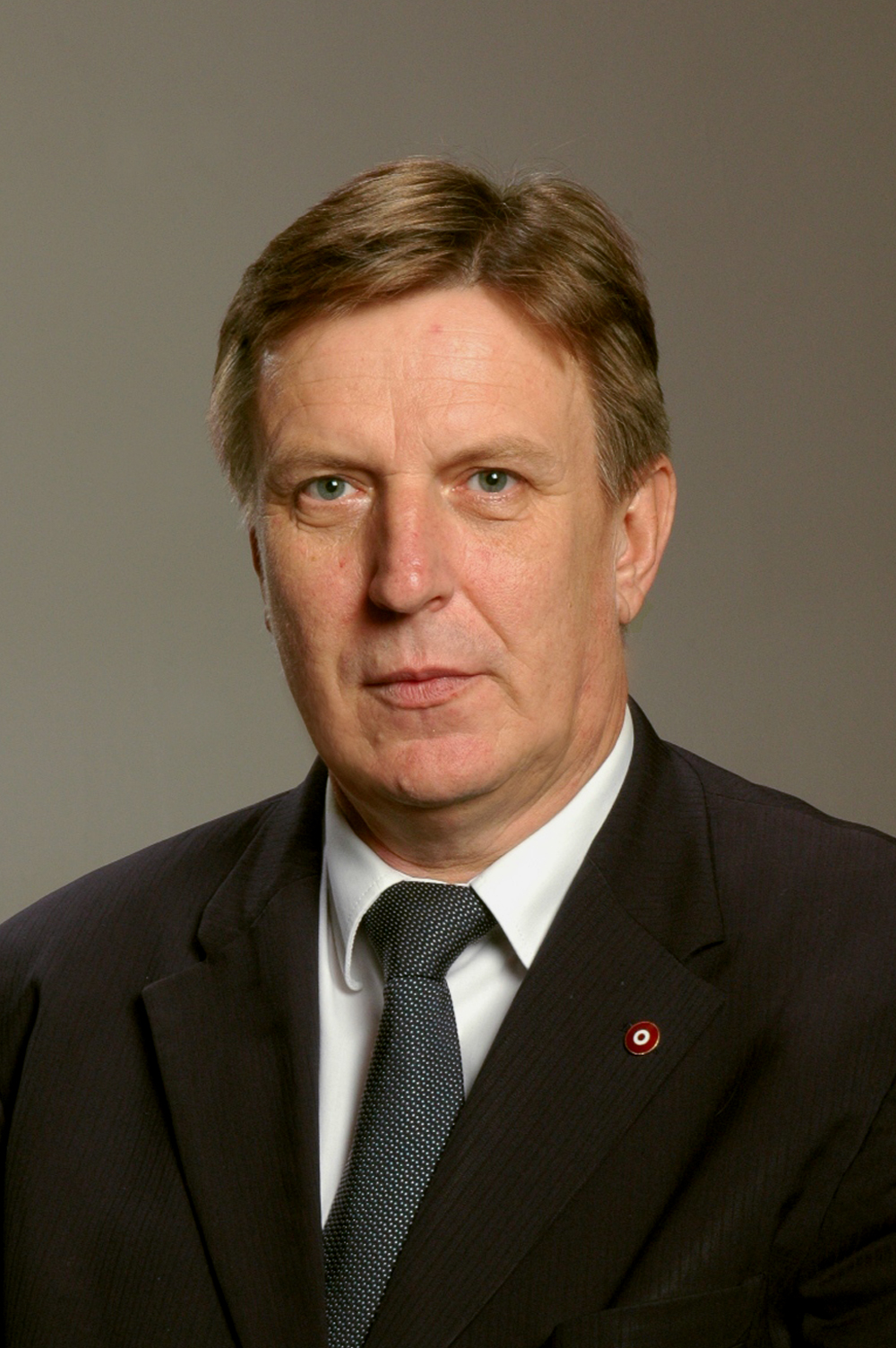
Letonia Māris Kučinskis Prim-ministru al Letoniei
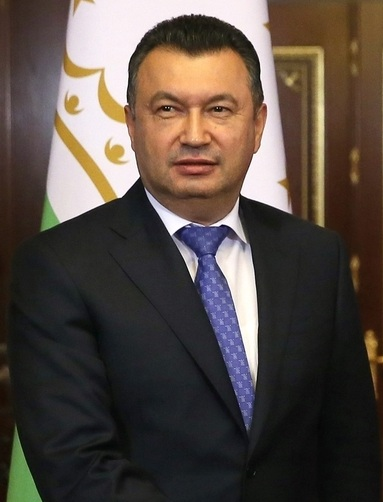
Tadjikistan Kokhir Rasulzoda Prim-ministru Tadjikistanului
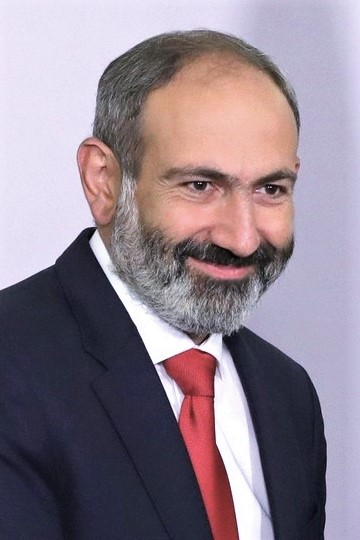
Armenia Nikol Pashinyan Prim-ministru Armeniei
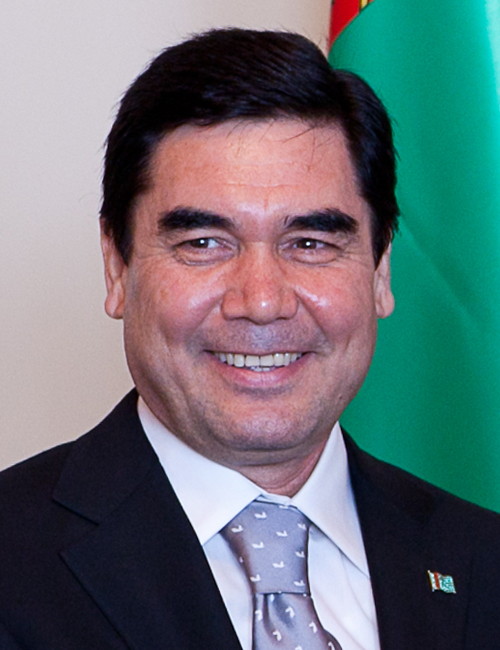
Turkmenistan Gurbangulî Berdîmuhamedov Președinte al Turkmenistanului
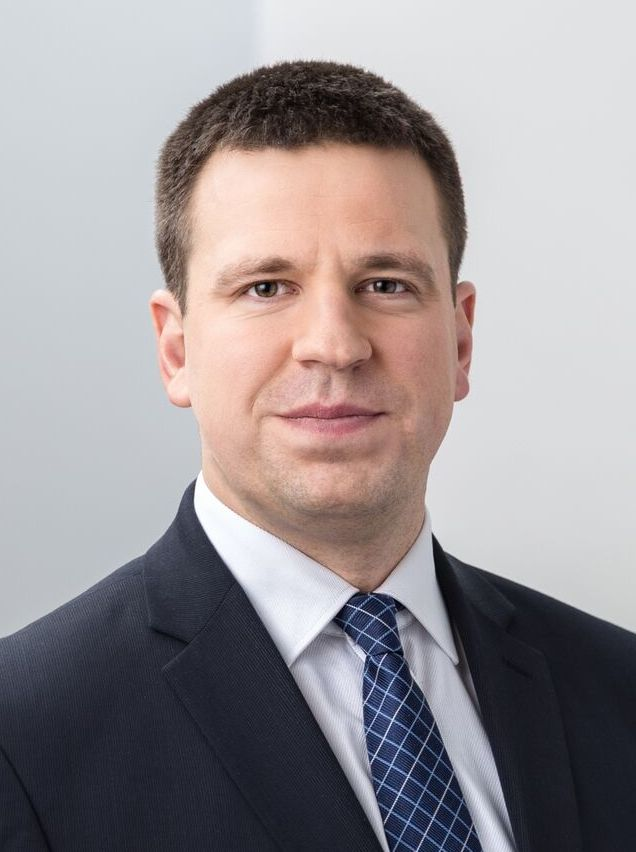
Estonia Jüri Ratas Prim-ministru al Estoniei

## Economie
Destrămarea Uniunii Sovietice a avut loc ca rezultat și în contextul stagnării economice generale, chiar al regresiei. Dat fiind că Gosplan-ul (rusă Gosudarstvennyi Plan), ceea ce înseamnă Planul de Stat, sau Programul de Stat,  care a creat lanțuri de producție pentru a traversa liniile RSS, s-a rupt, conexiunile economice inter-republicane au fost, de asemenea, întrerupte, ducând la o cădere și mai gravă a economiilor postsovietice. 
Cele mai multe state foste sovietice au început tranziția către o economie de piață dintr-o economie de comandă în perioada 1990-1991 și au depus eforturi pentru a-și reconstrui și restructura sistemele economice, cu rezultate diferite. În ansamblu, procesul a declanșat scăderi economice grave, produsul intern brut (PIB) scăzând cu peste 40% în ansamblu între 1990 și 1995. Acest declin al PIB-ului a fost mult mai intens decât declinul de 27% pe care Statele Unite la suferit în urma Marii Depresiuni între 1930 și 1934. Reconfigurarea finanțelor publice în conformitate cu principiile capitaliste a dus la reducerea drastică a cheltuielilor pentru sănătate, educație și alte programe sociale, ceea ce a dus la o creștere accentuată a sărăciei și a inegalității economice. Șocurile economice asociate cu privatizarea en-gros au condus la decesele în exces de aproximativ 1 milion de persoane în vârstă de muncă din fostul bloc sovietic în anii 1990. Un studiu realizat de economistul Steven Rosefielde afirmă că 3,4 milioane de ruși au decedat prematur în perioada 1990-1998, parțial ca urmare a "terapiei de șoc" impusă de Consensul de la Washington.

## Nostalgia postsovietică
Încă de la dizolvarea Uniunii Sovietice, un anumit număr de oameni și-au exprimat dorința pentru perioada sovietică și pentru valorile sale. Nivelul nostalgiei postsovietice variază de-a lungul fostelor republici. De exemplu, anumite grupuri de oameni pot îmbina experiența sovietică și postsovietică în viața lor de zi cu zi.
Conform rapoartelor din iulie 2012, în Ucraina, 42% dintre respondenți au susținut formarea unui stat unificat al Ucrainei, Rusiei și Belarusului; la începutul anului 2012, acest sprijin a fost de 48%.
Un sondaj al cetățenilor ruși din 2016, realizat de Centrul Levada, a arătat că majoritatea au privit negativ prăbușirea URSS și au considerat că ar fi putut fi evitate și că un număr și mai mare ar accepta în mod deschis o revigorare a sistemului sovietic. Un sondaj din 2018 a arătat că 66% dintre ruși au regretat prăbușirea URSS, stabilind un record de 15 ani. Majoritatea erau persoane de peste 55 de ani.

## Noua Uniune
În perioada destrămării Uniunii Sovietice, s-a propus crearea  Uniunii Statelor Suverane confederativă, în care, la 14 noiembrie 1991, în prealabil, au acceptat să intre  șapte republici (Belarus, Kazahstan, Kârgâzstan, Rusia, Tadjikistan, Turkmenistan, Uzbekistan). USS așa și nu a fost format.

### Uniunea Statală Rusia-Belarus
Ideea formării noii uniuni a găsit o adevărată întruchipare sub formă de Uniune Statală, incluzând doar două foste republici sovietice. 
Uniunea Statală confederativă a fost formată pe 2 aprilie 1997 pe baza comunității create anterior (2 aprilie 1996) de Rusia și Belarus. Ideea creării Uniunii Statale a aparținut președintelui Belarusului Aleksandr Lukașenko. De fapt, Rusia și Belarus nu au format confederație. USRB, deși continuă să existe, nu are implementare reală.

### Uniunea Euroasiatică
Pe 29 martie 1994 Nursultan Nazarbaev, președintele Kazahstanului a propus formarea Uniunii Eurasiatice din cinci republici (Belarus, Kazahstan, Kârgâzstan, Rusia, Tadjikistan).
În 2011, Vladimir Putin a revenit la ideea creării Uniuni Eurasiatice bazate pe Rusia, Belarus și Kazahstan.

## Dezvoltare umană
Statele postsovietice în conformitate cu Indicele dezvoltării umane (raportul a fost lansat în octombrie 2018).
Dezvoltare umană foarte înaltă:
- Estonia: 0.871
- Lituania: 0.858
- Letonia: 0.847
- Rusia: 0.816
- Belarus: 0.808
- Kazahstan: 0.800

Dezvoltarea umană înaltă:
- Georgia: 0.780
- Azerbaidjan: 0.757
- Armenia: 0.755
- Ucraina: 0.751
- Uzbekistan: 0.710
- Turkmenistan: 0.706
- Republica Moldova: 0.700

Dezvoltarea umană medie:
- Kârgâzstan: 0.667
- Tadjikistan: 0.650